# كينغ بيري
كينغ بيري (بالإنجليزية: King Perry)‏ هو موزع أمريكي، ولد في 10 أكتوبر 1914 في فورست سيتي في الولايات المتحدة، وتوفي في 5 فبراير 1990 في بيكرسفيلد في الولايات المتحدة.

## وصلات خارجية
- كينغ بيري على موقع ميوزك برينز (الإنجليزية)
- كينغ بيري على موقع أول ميوزيك (الإنجليزية)
- كينغ بيري على موقع ديسكوغز (الإنجليزية)